# Menuten
Der Menuten (norwegisch für Mittelgipfel) ist der mittlere dreier benachbarter Nunatakker der Nicholas Range im ostantarktischen Kempland. Er ragt zwischen dem Nedrenuten im Südosten und dem Øvrenuten im Nordwesten auf.
Die Benennung geht laut Eintrag im Composite Gazetteer of Antarctica auf russische Wissenschaftler zurück.